# پیمان ورشو (مجموعه تلویزیونی)
پیمان ورشو (لهستانی: Układ Warszawski؛ ‏تلفظ لهستانی: [Ukwat Varʂafski]) یک مجموعهٔ تلویزیونی جنایی لهستانی است که در سال ۲۰۱۱ منتشر شد و پس از پخش فصل اول، تولید فصول بعدی‌اش به سبب استقبالِ اندکِ بینندگان منتفی شد.

## گزیدهٔ بازیگران

### اصلی
- لسواف ژورک
- یان الکساندر اِنگلرت
- اُلگا بووانچ
- کاتاژینا گنیفکوفسکا
- کاتاژینا هرمان
- گراژینا شاپوووفسکا
- آدام فرنتسی
- بارتوئومیئی توپا
- رومن بوگای
- ماریوش یاکوس
- کشیشتوف کفیاتکوفسکی
- لخ واتوتسکی

### فرعی و میهمان
- مونیکا آمبروژاک
- تادئوش خودتسکی
- یوستینا بویچوک
- میخاو برایتن‌والد
- میخاو وُدارچیک
- کریستینا رودکوفسکا-اوله‌ویچ
- اِولینا سِرافین
- یان مونچکا
- کاژیمیش مازور
- ووادیسواف کووالسکی
- دانوتا بورسوک
- یان نووینسکی
- هانا بینیشوویچ
- استانیسواف باناشوک
- یاکوب کامینسکی
- پیوتر پولک
- آگنیشکا یودیتسکا
- شیمون کوشمیدر
- رادوسواف کشیژوفسکی
- روبرت وابیخ
- کاتاژینا تلائوکا
- کشیشتوف کفیاتکوفسکی
- بئاتا شچیباکوفنا
- ماوگوژاتا بوگداینسکا
- سباستیان فابیانسکی
- آنا کِرت
- لِـشِـک تله‌شینسکی
- هالینا روویتسکا
- پشمیسواف بلوشچ
- پیوتر میازگا
- اِوا بوروویک
- ایرِنئوش چوپ
- ماگدالنا چروینسکا
- گراژینا ژیلینسکا
- آندژی کونوپکا
- داریوش شیاستاچ
- کاتاژینا گالیتسا
- روموآلد کوئوس